# Anne-Gaëlle Sidot
Anne-Gaëlle Sidot (* 24. Juli 1979 in Enghien-les-Bains) ist eine ehemalige französische Tennisspielerin.

## Karriere
Sidot spielte ab 1994 auf der Profitour. Sie erreichte ein Endspiel auf der WTA Tour. Zudem stand sie sechsmal in einem Halbfinale und 13-mal in einem Viertelfinale. Bei allen vier Grand-Slam-Turnieren erreichte Sidot einmal die dritte Runde. Zudem gewann sie zwei WTA-Doppeltitel, 2000 in Leipzig und 2001 in Nizza. 1999 zog sie an der Seite von Kristie Boogert beim Rasenturnier von Wimbledon ins Viertelfinale ein.
1997 spielte sie ihre einzige Partie für die französische Fed-Cup-Mannschaft. 2002 beendete sie ihre Tenniskarriere.
Sie ist Mitglied der „Generation 1979“ zusammen mit Amélie Mauresmo, Nathalie Dechy, Émilie Loit und Séverine Brémond.

## Turniersiege

### Doppel
| Nr. | Datum            | Turnier | Kategorie   | Belag           | Partnerin               | Finalgegnerinnen                | Ergebnis       |
| --- | ---------------- | ------- | ----------- | --------------- | ----------------------- | ------------------------------- | -------------- |
| 1.  | 5. November 2000 | Leipzig | WTA Tier II | Teppich (Halle) | Arantxa Sánchez Vicario | Kim Clijsters Laurence Courtois | 6:76, 7:5, 6:3 |
| 2.  | 18. Februar 2001 | Nizza   | WTA Tier II | Teppich (Halle) | Émilie Loit             | Kimberly Po Nathalie Tauziat    | 1:6, 6:2, 6:0  |